# Румен Антонов
Румен Антонов е български изобретател в областта на автомобилостроенето. Живее и работи в Париж.

## В България
Роден е на 21 януари 1944 г. в София в семейство на царски офицер. Заради произхода си има неприятности в социалистическа България.
Въпреки мечтата си да следва медицина завършва инженерство във ВМЕИ „Ленин“ и промишлен дизайн в Художествената академия. Изкарва и курс по физика при известния проф. Азаря Поликаров.
Не намира в България подходяща почва за развитие и приложение на своя изобретателски талант. Прави 17 неуспешни опита да избяга зад граница, докато през 1988 г. се жени за французойка и емигрира във Франция, установява се по-късно в Манчестър, Великобритания.

## Скоростна безстепенна кутия

### „Антонов Пи Ел Си“
Изобретява уникална автоматична скоростна безстепенна кутия, която е приложима за малки коли и има слабо нарастване на разхода на гориво. С помощта на капитал от Холандия учредява фирма „Антонов Пи Ел Си“, регистрирана в Манчестър (1991). Патентова изобретената кутия и скоро след това я продава на водещи световни автомобило-производители - най-напред на японски („Хонда“), после френски („Рено“, „Пежо“), британски („Роувър“), германски (за „Даймлер-Крайслер“), индийски (за „Сузуки“), като се ангажира да разработи промишлен прототип. „Тойота“ също я използва, но без лиценз, за което изобретателят ги съди.
За по-нататъшно финансиране на фирмата тя излиза (пуска акции) на фондовата борса (1995), но за няколко години натрупва загуби от 2 млн. бр. лири. След 2000 постепенно започва да печели, за да достигне котиране на борсите в Лондон и Амстердам за 150 млн. щ. дол.

### „Антонов АТ“
В Ротердам регистрира фирма „Антонов аутоматик текнолъджи“ („Антонов АТ“) с дъщерно дружество във Франция. Френската държава отпуска субсидия от 200 000 фр. фр. за нови разработки. Японският гигант „Хонда“ откупува лиценз за 6-степенна кутия (оценявайки я като по-малка, по-лека и по-икономична) с ангажимент за възнаграждение за всяка продадена кола с нея. Фирмата се котира на борсите в Лондон и Париж за над 30 млн. щ. дол. Нови перспективи се откриват със закупуването на клиента му „Роувър“ от най-големия китайски производител на автомобили.

## Други направления

### Атеросклероза
Прави медицинско откритие като експериментира върху себе си, за да обясни причините за атеросклерозата, инфаркта и инсулта. Учредява (1998) фондация за изследвания върху атеросклерозата. След 11 години американски федерален орган разрешава извършване на експерименти върху доброволци. Изпитват се продуктите и във Франция. Основните му методи на лечение са с противогъбичния антибиотик „Нистатин“, който спря производството си непосредствено след прилагане на теоретичните разработки на г-н Антонов в практиката.

### Автомобили
Чрез фирмата си 4 Stroke разработва спортен ретро-футуристичен миниавтомобил, посрещнат с възторг на Парижкия автосалон (2002). Разработва нов тип 4-тактов двигател с вътрешно горене и турбокомпресор.
С подкрепата на вицепремиера Николай Василев се опитва да започне производство на луксозна спортна кола в България, но се отказва поради неблагоприятната среда в страната. Прави още няколко опита за инвестиции в родината си, но не среща нужното разбиране и готовност от банките (да кредитират) и от бизнеса (да прави алуминиеви шасита, каросерии от стъклопласт и кожени интериори и да ги асемблира).